# Georg Wilhelm Claussen (Unternehmer)
Georg Wilhelm Claussen (* 5. Juni 1912 in Hamburg; † 21. März 2013 ebenda) war ein deutscher Unternehmer und Mäzen.

## Leben
Georg W. Claussen war der Sohn des Fabrikdirektors Carl Claussen und dessen Ehefrau Frau Martha Claussen, geborene Pulvermacher, eine Nichte von Oscar Troplowitz, dem Hauptgesellschafter der damaligen Chemischen Fabrik P. Beiersdorf & Co., die unter anderem die Produkte Nivea, Labello und Leukoplast entwickelte und produzierte. 
Nach einer kaufmännischen Ausbildung und einem mehrjährigen Aufenthalt im Ausland, unter anderem bei einem chemisch-pharmazeutischen Unternehmen in Großbritannien, trat George Claussen 1938 in das Unternehmen Beiersdorf AG in Hamburg ein, dessen Vorstandsvorsitzender sein Vater war. Im Jahr 1952 wurde er stellvertretendes Mitglied im Vorstand, 1954 ordentliches Mitglied und Sprecher des Vorstands. Von 1957 bis 1979 war er Vorstandsvorsitzender der Beiersdorf AG. 1979 wechselte er in den Aufsichtsrat und blieb bis 1987 dessen Vorsitzender. Von 1989 bis zu seinem Tod war er Ehrenvorsitzender der Beiersdorf AG. Claussen wohnt in Hamburg und starb dort am 21. März 2013.

## Leistungen
Während seiner Zeit als Vorstandsvorsitzender wuchs der Umsatz der Beiersdorf AG um etwa das dreißigfache. Nach eigenen Angaben war Claussens größte Herausforderung in dieser Zeit die Umstellung des Verkaufssystems von eigenen Vertretern auf Grossisten. Zu den bekanntesten Marken, die Claussen einführte, gehören 8x4, atrix und Eucerin.
Neben seiner langjährigen Tätigkeit für die Beiersdorf AG trat Georg Wilhelm Claussen als Förderer von Wissenschaft, Forschung, Bildung sowie Kunst und Kultur in Erscheinung. 1982 gründete er zu diesem Zweck die Claussen-Stiftung, die 1999 im Zuge der Zustiftung durch seine Cousine Ebba Simon in Claussen-Simon-Stiftung umbenannt wurde.
Georg Wilhelm Claussen gehörte zahlreichen Gremien und Gesellschaften an, so der Hamburger Universitäts-Gesellschaft, dem Denkmalrat der Stadt Hamburg, der Stiftung für die Hamburgischen Kunstsammlungen sowie für das Museum für Kunst und Gewerbe. Mehr als drei Jahrzehnte gehörte er (als Vizepräsident) dem Präsidium der Handelskammer Hamburg an. Außerdem war er Kuratoriumsmitglied und Vorstandsmitglied im Stifterverband sowie Rotatier.

## Auszeichnungen
Georg W. Claussen ist Träger des Großen Bundesverdienstkreuzes des Verdienstordens der Bundesrepublik Deutschland, der Richard-Merton-Ehrennadel des Stifterverbandes sowie des Verfassungsportugalesers in Gold der Hansestadt Hamburg.